# Menelaos Stefanides
Menelaos Stefanides, griechisch Μενέλαος Στεφανίδης (geboren 1923 in Istanbul, Türkei; gestorben 2007 in Athen, Griechenland), war ein griechischer Autor, der gemeinsam mit seinem Bruder Jannis (geb. 1919), einem Maler und Illustrator, eine achtzehnbändige Neufassung von Sagen der griechischen Mythologie herausgab, sowie in zwei Bänden eine Sammlung griechischer Volksmärchen. Sein Gesamtwerk Griechische Mythologie wurde 1997 zum Abschluss gebracht und 1998 vom griechischen Bildungsministerium für Schulbibliotheken empfohlen. Inhaltlich stützt es sich ausschließlich auf das antike griechische Schrifttum (wie Homer, Hesiod, Pindar, Herodot, Plutarch, Apollodor und Tragödiendichter wie Euripides, Sophokles und Aischylos) und neuere Forschungen, während spätere römische Veränderungen unberücksichtigt blieben.
Im Sigma Verlag ist sein Gesamtwerk Griechische Mythologie in jeweils acht Bänden auf Englisch und in deutscher Sprache erschienen sowie einzelne Bände auf Französisch und Russisch.